# Elecciones al Senado de Argentina de 1961
Las Elecciones al Senado de la Nación Argentina de 1961 fueron realizadas a lo largo del mencionado año por las Legislaturas de las respectivas provincias para renovar 15 de las 46 bancas del Senado de la Nación. En la Capital Federal el senador fue electo mediante el sistema indirecto de votación, donde se eligieron a 74 electores que luego se reunirián en el Colegio Electoral y proclamarían al senador electo.
Dado el golpe de Estado de 1962, ninguno de los electos en esta elección finalizó su mandato.

## Cargos a elegir
| Provincia           | Senado    | Senado    |
| Provincia           | Senadores | A renovar |
| ------------------- | --------- | --------- |
| Buenos Aires        | 2         | 1         |
| Capital Federal     | 2         | —         |
| Catamarca           | 2         | —         |
| Chaco               | 2         | —         |
| Chubut              | 2         | 2         |
| Córdoba             | 2         | —         |
| Corrientes          | 2         | 1         |
| Entre Ríos          | 2         | —         |
| Formosa             | 2         | 2         |
| Jujuy               | 2         | 1         |
| La Pampa            | 2         | 1         |
| La Rioja            | 2         | —         |
| Mendoza             | 2         | 1         |
| Misiones            | 2         | 2         |
| Neuquén             | 2         | 2         |
| Río Negro           | 2         | —         |
| Salta               | 2         | —         |
| San Juan            | 2         | —         |
| San Luis            | 2         | —         |
| Santa Cruz          | 2         | 1         |
| Santa Fe            | 2         | —         |
| Santiago del Estero | 2         | 1         |
| Tucumán             | 2         | —         |
| Total               | 46        | 15        |

## Resultados
| Partido         | Partido                            | Bancas |
| --------------- | ---------------------------------- | ------ |
|                 | Unión Cívica Radical Intransigente | 11/15  |
|                 | Partido Socialista Argentino       | 1/15   |
|                 | Partido Demócrata de Mendoza       | 1/15   |
|                 | Unión Cívica Radical del Pueblo    | 1/15   |
| Bancas vacantes | Bancas vacantes                    | 1/15   |

## Resultados por provincia
| Provincia           | Senador electo                   | Partido                          | Partido                            |
| ------------------- | -------------------------------- | -------------------------------- | ---------------------------------- |
| Capital Federal     | Alfredo Palacios                 |                                  | Partido Socialista Argentino       |
| Chubut              | Pedro Antonio Ciarlotti          |                                  | Unión Cívica Radical Intransigente |
| Chubut              | Eusebio Zubasti                  |                                  | Unión Cívica Radical Intransigente |
| Corrientes          | Vacante hasta el fin del período | Vacante hasta el fin del período | Vacante hasta el fin del período   |
| Formosa             | Moisés Azar                      |                                  | Unión Cívica Radical Intransigente |
| Formosa             | Carlos Gentili                   |                                  | Unión Cívica Radical Intransigente |
| Jujuy               | Rolando Corte                    |                                  | Unión Cívica Radical Intransigente |
| La Pampa            | Julio Samuel Oporto              |                                  | Unión Cívica Radical Intransigente |
| Mendoza             | Adolfo Vicchi                    |                                  | Partido Demócrata de Mendoza       |
| Misiones            | Mario Losada                     |                                  | Unión Cívica Radical del Pueblo    |
| Misiones            | Rolando Olmedo                   |                                  | Unión Cívica Radical Intransigente |
| Neuquén             | Carlos Nicolás Tarantino         |                                  | Unión Cívica Radical Intransigente |
| Neuquén             | Amado Majluf                     |                                  | Unión Cívica Radical Intransigente |
| Santa Cruz          | Carlos Alberto Lebrero           |                                  | Unión Cívica Radical Intransigente |
| Santiago del Estero | Pedro Honorio Miguel             |                                  | Unión Cívica Radical Intransigente |

### Capital Federal
Elección el 5 de febrero de 1961.
|  | 25,37 % |

|  | 24,78 % |

|  | 19,63 % |

|  | 6,29 % |

|  | 6,20 % |

|  | 4,16 % |

|  | 3,27 % |

|  | 2,59 % |

|  | 1,82 % |

|  | 1,63 % |

|  | 1,55 % |

|  | 0,81 % |

|  | 0,67 % |

|  | 0,53 % |

|  | 0,46 % |

|  | 0,23 % |

|  | 84,87 % |

|  | 14,66 % |

|  | 0,47 % |

|  | 83,27 % |

|  | 100 % |